# Vulkanismus auf dem Jupitermond Io

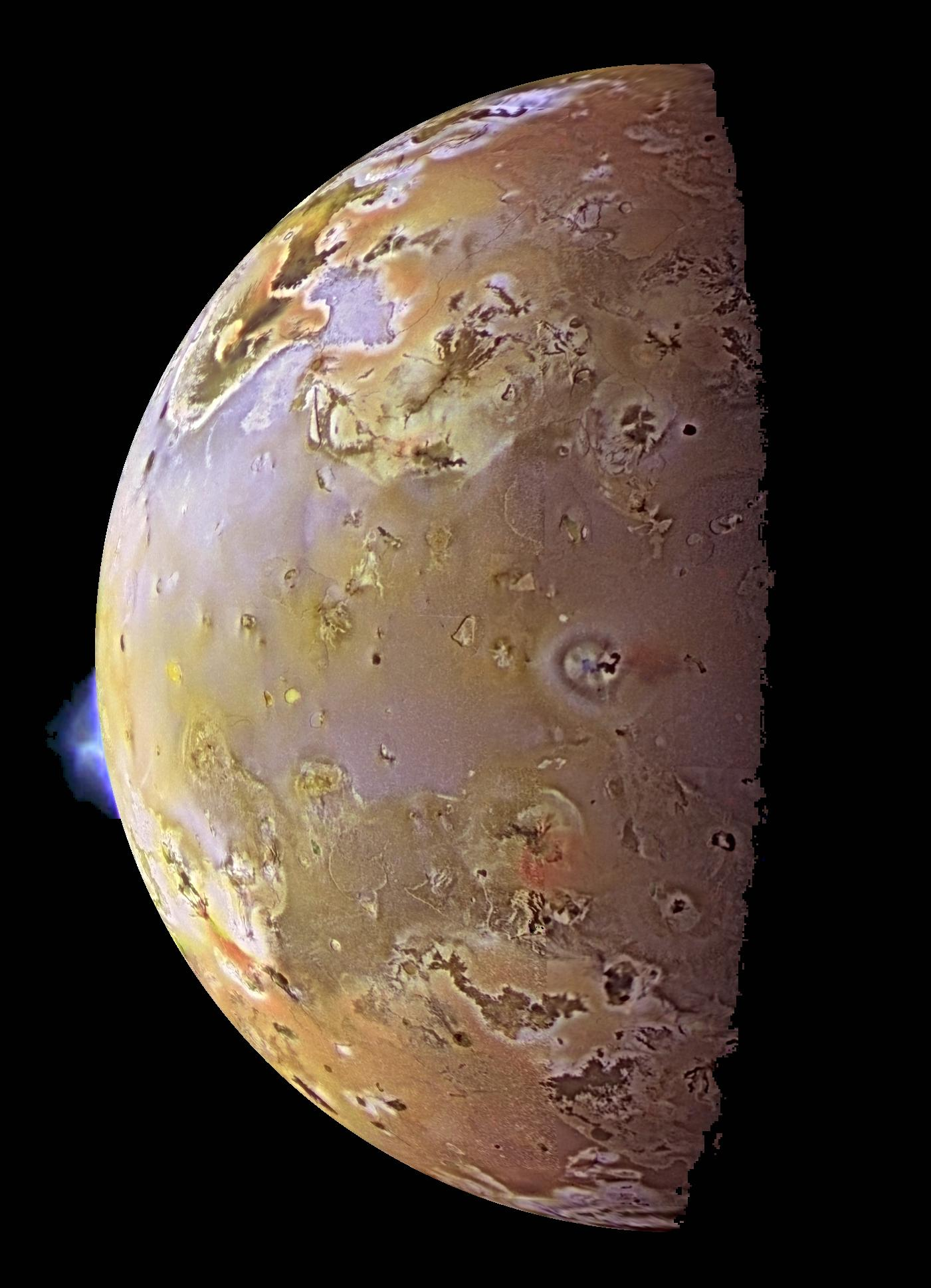
Io mit zwei Rauchfahnen, die aus ihrer Oberfläche ausbrechen

Ausbruch des Tvashtarvulkanfeldes, 2007 von New Horizons als Sequenz von fünf Einzelbildern aufgenommen

Der Vulkanismus auf dem Jupitermond Io erzeugt Lavaströme, vulkanische Calderen und mehrere hundert Kilometer hohe Auswürfe aus Schwefel und Schwefeldioxid. Die vulkanische Aktivität wurde 1979 auf Bildern der Raumsonde Voyager 1 entdeckt.
Io ist vermutlich der vulkanisch aktivste Körper des Sonnensystems (andere Beispiele für vulkanische Aktivität sind die Erde, der Saturnmond Enceladus und der Neptunmond Triton). Beobachtungen von Io mittels Raumsonden (Voyager, Galileo, Cassini-Huygens, New Horizons) und durch erdgebundene Teleskope haben zur Entdeckung von mehr als 150 aktiven Vulkanen geführt. Es gibt mutmaßlich insgesamt bis zu 400 Vulkane.

## Beschreibung
Wie bereits kurz vor dem Vorbeiflug von Voyager 1 vorausgesagt wurde, ist die Quelle des Vulkanismus von Io auf ihre Gezeiten zurückzuführen. Diese entstehen durch Ios orbitale Exzentrizität und rufen Hitze hervor. Dies unterscheidet sie von der Erde, deren Kern aufgrund von Radioaktivität und primordialer Wärme heiß ist. Ios exzentrische Umlaufbahn verursacht geringfügige Unterschiede in der Anziehungskraft von Jupiter zwischen den nächsten und entferntesten Punkten ihrer Umlaufbahn, weshalb in ihr eine variierende Auswölbung existiert, die den Gezeiten unterworfen ist. Diese Abweichung erzeugt Reibungshitze im Inneren des Mondes. Ohne diese den Gezeiten unterworfene Erhitzung wäre Io, dem Erdmond in Größe und Masse ähnlich, geologisch tot und übersät mit zahlreichen Einschlagskratern.
Ios Vulkanismus führte zur Entstehung hunderter vulkanischer Zentren und großflächiger Lavagebilde, die den Mond zum vulkanisch aktivsten Körper im Sonnensystem machen. Drei verschiedene Arten vulkanischer Aktivität wurden entdeckt, zu unterscheiden in Dauer, Intensität und Menge der emittierten Lava und, ob mit der Eruption eine vulkanische Grube entstand. Lavaströme auf Io, oft tausende Kilometer lang, bestehen in erster Linie aus Basalt, wie auch die aus Schildvulkanen auf der Erde, so zum Beispiel Kilauea, Hawaii. Während die meiste Lava auf Io aus Basalt besteht, wurde auch solche aus Schwefel und Schwefeldioxid gesehen. Außerdem wurden Eruptionstemperaturen von 1600 K (1300 °C) gemessen, die durch die Eruption von ultramafischen Mineralien erklärt werden können.
Als ein Ergebnis der Existenz großer Mengen schwefligen Materials in Ios Kruste und auf ihrer Oberfläche schießen einige Eruptionen Schwefel, Schwefelgas und Pyroklast bis zu 500 km ins Weltall und schaffen riesige, schirmförmige Rauchfahnen. Dieses Material färbt das umgebende Terrain rot, weiß und schwarz und stellt Ios lückenhafter Atmosphäre und Jupiters komplexer Magnetosphäre Materie bereit. Raumfahrzeuge, die seit 1979 an Io vorbeiflogen, beobachteten zahlreiche Änderungen in ihrer äußeren Gestalt, die auf ihren Vulkanismus zurückzuführen sind.

## Wärmequelle
Die primäre Quelle Ios innerer Hitze sind die Gezeitenkräfte Jupiters, die den Planeten durchdringen. Dieser exogene Ursprung unterscheidet Io von der Erde, deren Hitze auf die Radioaktivität und Akkretion in ihrem Inneren zurückzuführen ist. In der Erde erzeugen diese Aktivitäten Mantelkonvektion und dadurch Plattentektonik.
Ios Erhitzung hängt von dem Abstand des Mondes zu Jupiter, ihrer inneren Zusammensetzung und ihrem physikalischen Zustand ab. Ihre Bahnresonanz mit Europa und Ganymed verstärkt diesen Vorgang.
Die Energiefreisetzung auf Io lässt sich nicht allein durch die Aufheizung in geringer Tiefe unter der Oberfläche erklären, weil dazu die Gezeitenkräfte zu gering sind. Auch in tieferen Schichten von Io muss Wärme entstehen. Außerdem sind die Zentren der Energiefreisetzung 40° weiter nach Osten verschoben als erwartet. Die bekannten Vulkane geben jedoch nur 60 % der gesamten von Io freigesetzten Energie ab. Es wird daher spekuliert, dass die fehlenden 40 % von bisher unentdeckten, vergleichsweise kleinen Vulkanen freigesetzt werden könnten.

## Entdeckung

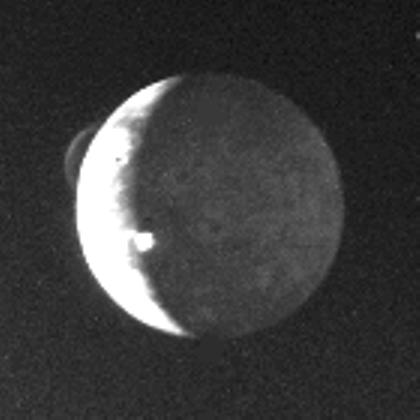
Bild der Entdeckung von aktivem Vulkanismus auf Io

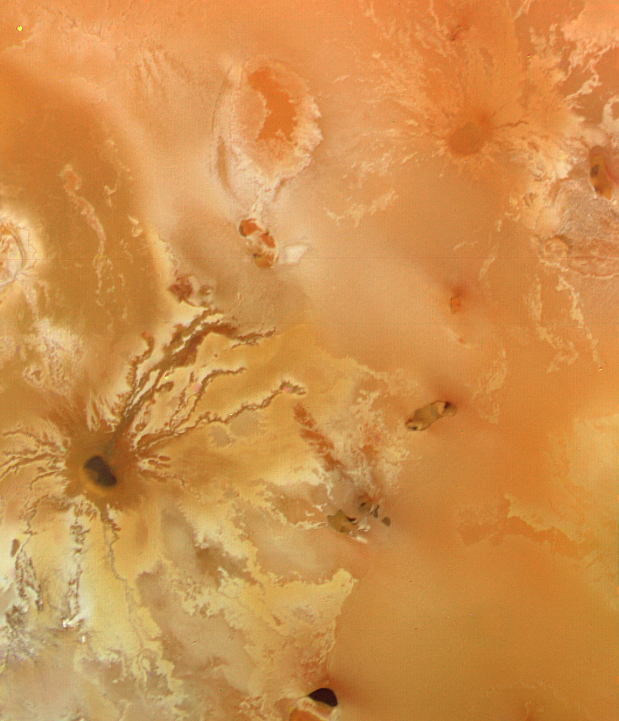
Voyager 1 überfliegt den Vulkan Ra Patera.

Bevor Voyager 1 am 5. März 1979 Io begegnete, wurde diese für einen toten Körper gehalten, wie etwa der Mond der Erde. Die Entdeckung einer Natriumwolke, die Io umgibt, führte zu der Theorie, sie sei mit Evaporiten (durch Verdunstung entstandene Gesteine) umgeben.
Erste Spuren brachten Beobachtungen in den 1970er-Jahren, die mit Infrarot-Technologie von der Erde aus gemacht wurden. Ein ungewöhnlich heißer Wärmestrom, verglichen mit den anderen Galileischen Monden, wurde durch Infrarotmessungen bei 10 µm entdeckt, während Io sich im Schatten des Jupiters befand. Zu dieser Zeit wurde der Wärmestrom der Oberfläche Ios zugeschrieben, die demnach eine höhere Wärmeträgheit als Europa und Ganymed habe. Diese Ergebnisse unterschieden sich erheblich von Messungen, die bei einer Wellenlänge von 20 µm durchgeführt wurden und darauf schließen ließen, die Oberflächenmerkmale Ios seien identisch mit denen der anderen Galileischen Monde. Später wurde ermittelt, dass der wärmere Strom bei kurzer Wellenlänge auf der Tatsache beruht, dass die Wärmeströme der Aufheizung durch die Sonne und die der Vulkane Ios gemischt auftreten, während die Aufheizung durch die Sonne wärmere Ströme bei größeren Wellenlängen verbreitet. Ein starker Anstieg in der thermischen Strahlung Ios wurde am 20. Februar 1978 von der Gruppe Witteborn et al. entdeckt. Die Gruppe zog zu dieser Zeit Vulkanismus in Betracht, in welchem Fall die Daten zu einer Region Ios von 8000 km² bei 300 °C gehörten. Dennoch sahen die Wissenschaftler diese These als unwahrscheinlich an und fokussierten stattdessen die Emission von Ios Interaktion mit Jupiters Magnetosphäre.
Kurz vor der Begegnung von Voyager 1 mit dem Trabanten veröffentlichten Stan Peale, Patrick Cassen und R. T. Reynolds eine Abhandlung in dem Journal Science, in der sie eine vulkanisch geformte Oberfläche und ein abgegrenztes Inneres mit ausgeprägten Gesteinsarten statt einer homogenen Mischung voraussagten. Sie fundierten ihre Vorhersage, indem sie die enorme Hitze einbezogen, die durch die reibende Kraft der Gezeiten erzeugt wird. Ihre Berechnungen ergaben, dass die Intensität bei einer Io mit homogenem Inneren dreimal so groß sei wie bei einem radioaktiven Kern. Dieser Effekt vergrößere sich sogar noch bei einem heterogenen Inneren.

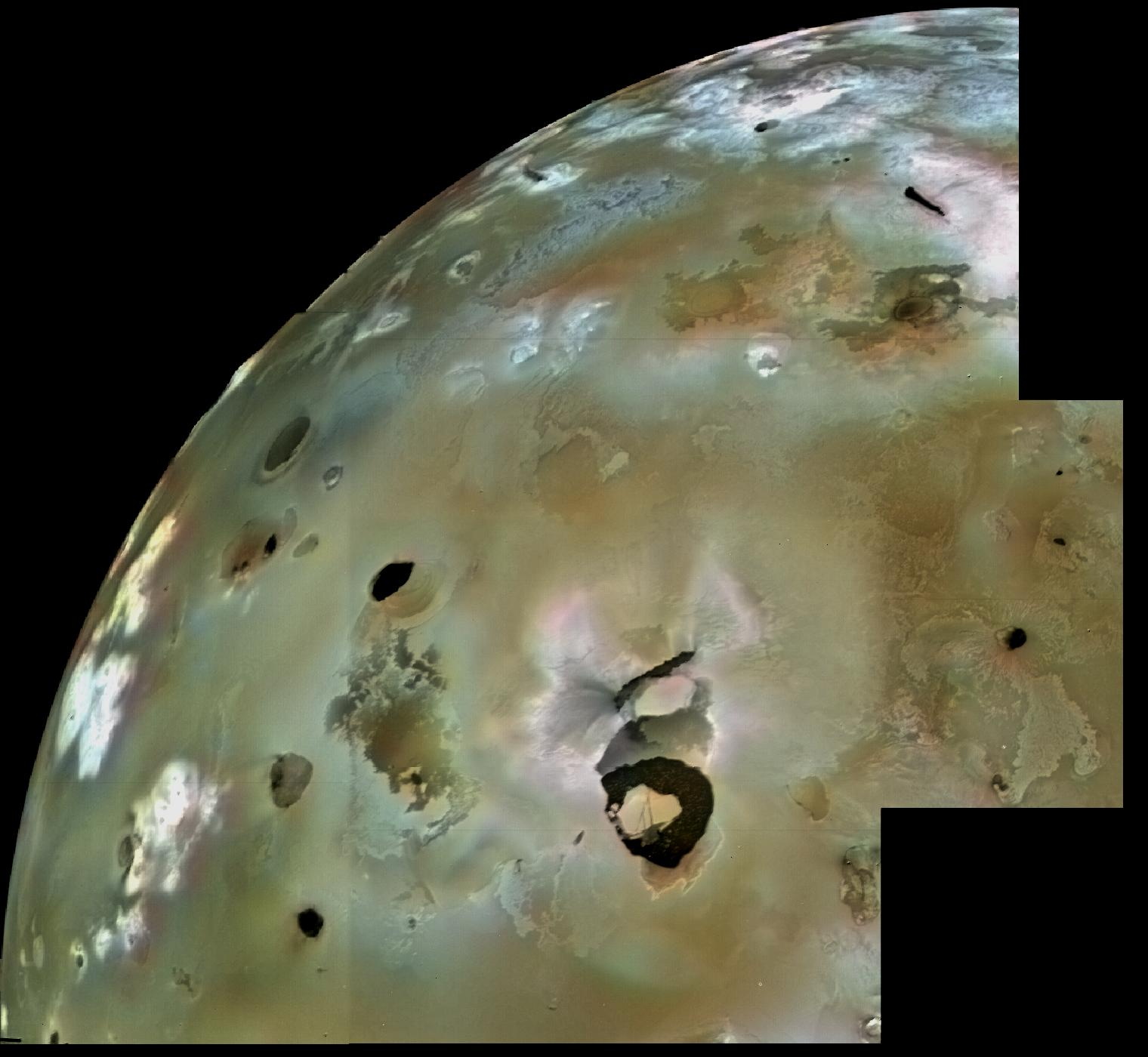
Voyager-1-Beobachtung von Loki Patera und in der Nähe gelegenen Lavaströmen und vulkanischen Gruben

Die ersten Bilder von Voyager 1 enthüllten das Fehlen von Einschlagskratern und legten so eine sehr junge Oberfläche nahe. Krater werden von Geologen genutzt, um das Alter einer planetaren Oberfläche abzuschätzen; ihre Anzahl steigt mit dem Alter der Oberfläche. Hingegen entdeckte Voyager 1 eine vielfarbige Oberfläche, vernarbt von unregelmäßigen Furchen. Solche Furchen sind im Regelfall auf die Kanten von Einschlagskratern zurückzuführen. Voyager 1 beobachtete ebenso Strömungsmerkmale, geformt von niederviskosen, also dünnflüssigen Substanzen, und große, isolierte Berge, die keinen irdischen Vulkanen ähneln. Die Erkundung der Oberfläche deutete an, dass Io, wie Peale und seine Kollegen voraussagten, heftig von Vulkanismus geprägt ist.
Am 8. März 1979, kurz nach dem Vorbeiziehen an Jupiter, machte Voyager 1 Fotos von Jupiters Monden, um den Missionstechnikern die genaue Positionsbestimmung des Raumfahrzeugs zu erleichtern, ein Prozess, genannt optische Navigation. Während einer Reihe Bildaufnahmen von Io, die die Sichtbarkeit dahinter gelegener Sterne fördern sollte, entdeckte Linda A. Morabito-Kelly eine 300 km große Wolke entlang des Rand des Mondes. Zuerst verdächtigte sie fälschlicherweise die Wolke, ein Mond hinter Io zu sein, aber kein passend großer Körper könnte sich in dieser Position befinden. Der Befund wurde als Rauchfahne bestimmt, die von einer, später als Pele benannten, dunklen Furche hervorgebracht wurde. Auf diese Entdeckung folgend wurden sieben andere Rauchfahnen auf früheren Voyager-Bildern Ios entdeckt. Thermische Emissionen aus mehreren Quellen, Anzeichen für abkühlende Lava, wurden ebenfalls gefunden. Änderungen auf der Oberfläche wurden entdeckt, als von Voyager 2 erworbene Bilder mit den vier Monaten älteren von Voyager 1 verglichen wurden, darunter neue Ablagerungen von Rauchfahnen bei Surt und Aten Patera.